# Hilfspolizei

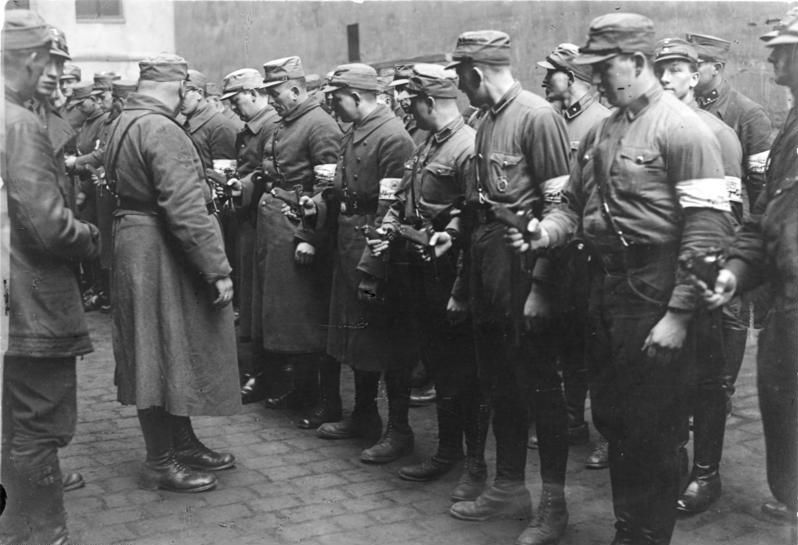
Die als Hilfspolizei eingesetzte SA beim Waffenappell in Berlin, Frühjahr 1933

Die Hilfspolizei (gelegentlich abgekürzt als HiPo) bestand nach der Machtübernahme der Nationalsozialisten zwischen Februar und Mitte August 1933 in Preußen und anderen deutschen Ländern und umfasste Angehörige der SS, SA und des Stahlhelm. Die HiPo spielte eine zentrale Rolle bei der terroristischen Ausschaltung politischer Gegner der Nationalsozialisten, die verhaftet und verschleppt wurden. Gleichzeitig war die Hilfspolizei ein Mittel zur Kontrolle der regulären Polizeibeamten, die den neuen NS-Machthabern in nicht geringem Maße als politisch „unzuverlässig“ galten.

## Vorgeschichte
Hermann Göring (NSDAP) wurde am 30. Januar 1933 im Kabinett Hitler zum Reichskommissar für das preußische Innenministerium ernannt. In dieser Funktion war er Dienstherr der gesamten preußischen Polizei und spielte so bei der Machtübernahme und dem Aufbau des nationalsozialistischen Regimes eine entscheidende Rolle, da man sich nur mittels der Kontrolle über die exekutiven Ordnungsorgane der politischen Gegner entledigen konnte.

## Entstehung
Der kommissarische preußische Innenminister Göring ordnete am 22. Februar 1933 die Bildung einer Hilfspolizei an, die sich vornehmlich aus SA, SS und der paramilitärischen Gruppe Stahlhelm, Bund der Frontsoldaten rekrutieren sollte. Die Polizeibeamten hatte Göring schon am 17. Februar 1933 angewiesen, mit den „nationalen Verbänden“ (SA, SS und Stahlhelm), „in deren Kreisen die wichtigsten staatserhaltenden Kräfte vertreten sind, das beste Einvernehmen herzustellen“.
Den SS-Gruppenführer Kurt Daluege hatte Göring beauftragt, als „Kommissar zur besonderen Verwendung“ den Polizeiapparat von angeblich „unzuverlässigen Elementen“ zu säubern. An die Kommandostellen der preußischen Polizei erging ein Befehl, in dem es heißt: „Dem Treiben staatsfeindlicher Organisationen ist mit den schärfsten Mitteln entgegenzutreten. Polizeibeamte, die in Ausübung dieser Pflichten von der Schusswaffe Gebrauch machen, werden ohne Rücksicht auf die Folgen des Schusswaffengebrauchs von mir gedeckt. Wer hingegen in falscher Rücksichtnahme versagt, hat dienststrafrechtliche Folgen zu gewärtigen“. Das hatte die praktische Wirkung eines Schießbefehls und war die unverhohlene Aufforderung zu politischer Willkür.
Um den Druck auf die Polizeibeamten noch zu verstärken, wurden die regulären Einheiten mit Erlass vom 22. Februar noch durch SA- und SS-Einheiten als Hilfspolizei zur Abwehr „zunehmender Ausschreitungen von linksradikaler, insbesondere kommunistischer Seite“ unterstützt. Der 22. Februar gilt als Gründungsdatum der HiPo, die beispielsweise in Düsseldorf bereits ab dem Folgetag einsatzbereit war. Die Männer wurden mit Waffenbeständen aus den Polizeikasernen ausgerüstet. Eine eigene Uniform erhielten sie nicht.
Das preußische Modell wurde recht schnell in anderen Ländern übernommen: In Hamburg wurde eine HiPo durch Senatsbeschluss am 15. März aufgestellt, in Württemberg und Baden am 10. März, ebenso in Bayern (9./10. März 1933).

## Umfang

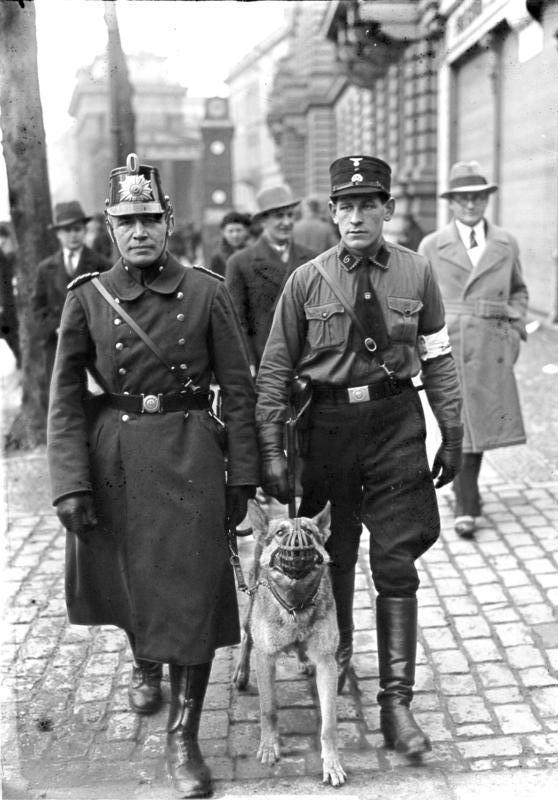
SS-Hilfspolizist (rechts) zusammen mit Schutzpolizist in Berlin am Reichstagswahltag am 5. März 1933

Insgesamt wurden in Preußen 40.000 SA- und SS-Leute (25.000 SA- und 15.000 SS-Mitglieder) sowie 10.000 Stahlhelmleute zu Hilfspolizisten ernannt und bewaffnet. Sie trugen eine weiße Armbinde mit der Aufschrift „Hilfspolizei“. Der Umfang der den regulären Polizeikräften zur Seite gestellten HiPo-Angehörigen konnte sehr unterschiedlich ausfallen. Insgesamt sollte die HiPo etwa 10 Prozent der bestehenden Polizeikräfte ausmachen. So wurden etwa in Aachen (Rheinprovinz) 100 Hilfspolizisten einberufen, davon gehörten 32 der SS, 46 der SA und 22 dem Stahlhelm an. Ferner wird geschätzt, dass allein in Berlin etwa 3.000 bis 5.000 SA-Männer zu Hilfspolizisten ernannt wurden. Im Land Braunschweig gab es 1.750, in Württemberg 2.445 HiPo-Angehörige.
Zwar mussten nach einem Verteilungsschlüssel von den insgesamt 50.000 in Preußen eingestellten Hilfspolizisten auch ein Fünftel vom „Stahlhelm“ kommen, doch hatte Göring zur Kontrolle seiner Erlasse zugleich einige „Kommissare zur besonderen Verfügung“ eingestellt, die meistens SS-Führer waren.

## Aufgaben

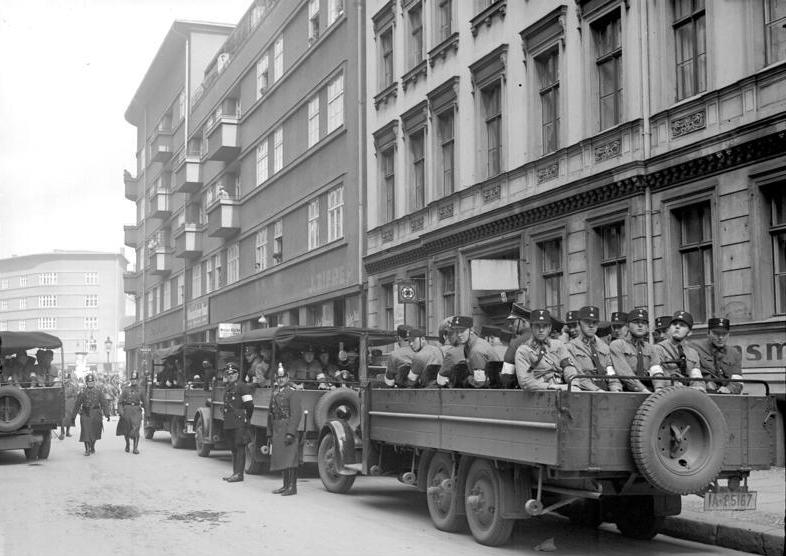
Hilfspolizei zusammen mit Schutzpolizei bei Razzia gegen Kommunisten und Juden im Berliner Scheunenviertel, Frühjahr 1933

Die Hilfspolizei wurde von der NS-Regierung in den ersten Monaten als Werkzeug zur Befestigung ihrer Macht zur Unterstützung der regulären Polizei eingesetzt. Streifen oder Kommandos der HiPo wurden in der Regel von mindestens einem Schutzpolizisten begleitet. Das gemeinsame Auftreten verlieh den Einsätzen der HiPo gegen politische Gegner der NS-Machthaber den Anstrich der Legalität, gleichzeitig dürfte allein schon die bloße Anwesenheit von HiPo-Kräften die Ermessensspielräume der sie begleitenden regulären Polizeibeamten, im Sinne einer „gesinnungspolizeilichen“ Überwachung, mitunter eingeschränkt haben.
Der Schwerpunkt der polizeilichen Wirksamkeit dieser SA-Kräfte lag im politisch-polizeilichen Bereich, also in der Bekämpfung von tatsächlich und angeblichen politischen Gegnern der Nationalsozialisten. Hierbei ging die HiPo mit äußerster Brutalität vor und verschleppte ihre Gegner in provisorische Folterstätten und „wilde“ Konzentrationslager. Kriminalistische Polizeiaufgaben im eigentlichen Sinne erledigte die HiPo nur in Ausnahmefällen. Die HiPo-Angehörigen gingen kein Beamtenverhältnis ein, nur gelegentlich kam es zur Indienstnahme durch das preußische Innenministerium. Die HiPo-Einheiten waren teilweise kaserniert. Sie waren nur an größere Polizeipräsidialbezirke angebunden und erhielten eine finanzielle Aufwandsentschädigung.
Hiermit gut ausgestattet waren damit „einfache SA- und SS-Männer, die bisher gegen den Staat operiert hatten und nun – ausgerüstet mit Waffen der Polizeibehörden – freie Hand 'von ganz oben' hatten. Eine Eskalation der Gewalt war damit gewissermaßen vorprogrammiert.“ Die HiPo-Angehörigen hatten nach Jahren des Straßenkampfes und der Arbeitslosigkeit das Gefühl, „nun endlich 'von der Kette gelassen' worden zu sein“. Sie wollten „regelrechte Rachefeldzüge gegen politische Gegner, allen voran die Kommunisten, durchführen und rücksichtslos 'offene Rechnungen' begleichen.“

## Auflösung
Die HiPo wurde im Verlaufe des Monats August 1933 praktisch in allen preußischen Regierungsbezirken wieder aufgelöst. Vorausgegangen war eine Mitteilung von Reichsinnenminister Wilhelm Frick vom 13. Juli, dass nach dem 15. August keinerlei Mittel zum Unterhalt der HiPo-Angehörigen mehr gezahlt würden. Reste der Gruppen wurden in „polizeiliche Sondereinheiten“, wie der SA-Feldpolizei, umstrukturiert. Nach der Auflösung wurden einige SS-Gruppen als kasernierte Hundertschaften (Politische Bereitschaften) in die SS-Sonderkommandos integriert und dort als Kern der späteren SS-Verfügungstruppe reorganisiert. Zahlreiche HiPo-Männer, vor allem aus der SS, wurden schon vor dem August in den Dienst erster „wilder“ Konzentrationslager gestellt und dort als Wachpersonal eingesetzt, so etwa im KZ Ahrensbök, im KZ Breitenau, im KZ Kemna bei Wuppertal (SA), im sächsischen KZ Lichtenburg oder im KZ Sonnenburg bei Küstrin.